# Rémy Pagani
Pour les articles homonymes, voir Pagani (homonymie).
Rémy Pagani, né le 21 avril 1954 à Genève, est une personnalité politique genevoise, membre du mouvement Ensemble à gauche puis de l'Union Populaire UP. Il est conseiller administratif de Genève de 2007 à 2020 et maire de la ville en 2009, 2012 et 2017.

## Biographie
Rémy Pagani a notamment écrit 4 romans et un carnet d'impression de voyage à son retour d'un voyage d'observation en Colombie.
Il milite dans plusieurs structures depuis l'âge de 16 ans. Ainsi, il participe activement au mouvement du « Centre autonome » de la maison des jeunes de St Gervais en 1970 et 1971. Les trois années suivantes, il aide à l'organisation des activités militantes de collégiens et d'apprentis.
De 1974 à 1984, il est membre du comité de l'action populaire aux grottes (APAG), mouvement dont l'objectif est la préservation du quartier. Il fonde en 1981 la Fédération des associations de quartiers et d’habitants. Enfin, il est également membre de l'association des habitants de la Jonction de 1984 à 1990.
De 1987 à 1996, il est secrétaire syndical au Syndicat interprofessionnel de travailleuses et travailleurs. À partir de 1997 et pour les dix années suivantes, il est le secrétaire permanent du Syndicat des services publics pour la région de Genève,.

## Parcours politique
Le 12 octobre 1997, il est élu au Grand conseil de Genève au sein de l'Alliance de gauche (AdG). Le 7 octobre 2001, il réélu à cette fonction toujours pour l'AdG.
En 2001, il révèle à la population genevoise l'existence de nombreux problèmes à l'Office cantonal des poursuites. Il critique ainsi le fonctionnement de l'institution mais également celui des instances chargées de sa supervision et de sa surveillance. 
Faute de quorum, il échoue à se faire réélire au parlement cantonal en 2005 avec le mouvement solidaritéS. Il revient au législatif cantonal pour le parti Ensemble à gauche avec les élections du 6 octobre 2013. Il y est réélu le 15 avril 2018. En 2023 il se représente sur la liste Union Populaire mais celle-ci n’obtient aucun élu. 
Le 29 avril 2007, il est élu conseiller administratif de la ville de Genève (4e position) et prend la tête du département des constructions et de l'aménagement. Il est réélu (les deux fois en 4e position) le 17 avril 2011 et le 10 avril 2015. Il est maire de la ville à trois reprises : du 1er juin 2009 au 31 mai 2010, du 1er juin 2012 au 31 mai 2013 et du 1er juin 2017 au 31 mai 2018.
En 2025 il se présente au Conseil d’État lors de l'élection complémentaire du 28 septembre pour succéder à Antonio Hodgers.

### Actions marquantes au Conseil administratif
En 2016, il lance les travaux de la rénovation totale du Grand Théâtre de Genève dont il a la charge, Dans ce cadre il inaugure en février 2016 avec son collègue Sami Kanaan et la présidente de la Fondation Lorella Bertani, un bâtiment temporaire — appelé « L'Opéra des Nations » — devant accueillir les productions artistiques,. Utilisé précédemment lors des travaux de la Comédie Française à Paris, la structure en bois est installée sur la place des Nations.
En juin 2017, il lance le chantier de la Nouvelle Comédie,. Issu d'une réflexion vieille de 30 ans, ce projet doit notamment aboutir à la construction de deux nouvelles salles de théâtres de 500 et 200 places. Fin novembre, le syndicat UNIA mène une action sur le chantier pour protester contre le nombre de contrats temporaires qu'il juge trop élevé,.
Dans le cadre de son année de mairie en 2017-2018, il souhaite mettre à l'honneur le Bénin, un autre pays dont la fête nationale se déroule le 1er août. Il explique que ce choix doit montrer la diversité des cultures, employant notamment l'expression de « poya revisitée ». Le parti populiste de droite du Mouvement Citoyen Genevois critique la démarche de l'élu tandis qu'une pétition anonyme à l'idéologie xénophobe circule. Elle est finalement retirée deux jours avant la fête.

## Procédures, affaires et critiques
En 2012, le Grand conseil genevois décide d'interdire l'accès des membres d'exécutifs communaux au conseil d’administration des Transports Publics Genevois. Rémy Pagani recourt contre cette décision et impose alors sa présence lors d'une séance,. Le Conseil d'État entame une procédure contre lui et décide de le sanctionner pour cette action en 2014. L'intéressé recourt sans succès contre cette sanction devant plusieurs juridictions,,. Il retrouve son siège aux Transports Publics Genevois à la suite d'un vote du Grand conseil en 2015.
En 2014, en période préélectorale, plusieurs élus municipaux de droite critiquent ses méthodes de travail. Outre son militantisme et son positionnement très marqué à gauche ils lui reprochent notamment sa gestion et sa communication sur certains grands travaux. 

### Affaire de la brochure
À la fin août 2017, l'Entente (coalition PLR / PDC) attaque en justice Rémy Pagani en posant un recours contre une brochure de votation. Ces partis lui reprochent d'avoir rédigé une introduction orientée politiquement pour la brochure de la votation du 24 septembre 2017 contre les coupes budgétaires et d'avoir lancé et récolté des signatures pour soutenir quatre référendums. Le maire se défend de partialité et indique avoir montré les travaux à ses collègues du Conseil administratif, ce que Sandrine Salerno (PS) et Guillaume Barazzone (PDC) démentent. Fin septembre, la Cour de justice valide le recours et prononce l'annulation de la votation. Cette décision conduit de nombreux élus à lui demander de renoncer à sa fonction de maire,, ce qu'il refuse,. En octobre, le Conseil d'État, responsable de la surveillance des communes, lance une procédure disciplinaire contre lui. En parallèle, plusieurs citoyens déposent un recours au Tribunal fédéral pour obtenir le rétablissement de la votation annulée, mais ce recours est rejeté quelques jours plus tard,. Fin décembre, le Conseil d'État lui inflige une amende pour violation de ses devoirs de fonction, par négligence ou imprudence. Bien que la bonne foi de l'intéressé et la validation par le Conseil administratif de la brochure soient établis, il lui est reproché de n'avoir pas mis en place un contrôle approprié lors de la rédaction du document,. La votation populaire qui se tient quelques mois plus tard en mars 2018 débouche sur l'annulation des coupes budgétaires, offrant au magistrat une victoire politique,.

### Affaire des frais professionnels du conseil administratif
En novembre 2018, il est touché avec ses collègues du Conseil administratif par les révélations de la Cour des comptes genevoise au sujet des frais professionnels des cinq magistrats. Dans son audit, l'institution révèle des dysfonctionnements importants dans le système de remboursement et de contrôle des frais et relève certaines dépenses dont la justification s'avère douteuse,,.
Courant novembre 2018, le Ministère public indique ouvrir une procédure pénale contre inconnu pour gestion déloyale des intérêts publics et avoir procédé à des perquisitions dans les locaux de l'administration municipale, dont le bureau de Rémy Pagani. En mars 2019, le Ministère public convoque en tant que prévenu Rémy Pagani et son collègue Guillaume Barazzone pour de nouvelles auditions concernant certaines de leurs dépenses. Rémy Pagani se défend d'avoir commis des infractions mais reconnaît le caractère éventuellement inopportun de certaines d'entre elles. En avril 2020, les affaires sont classées sans suite après la restitution d'une somme d'argent, correspondant notamment à des repas en lien avec sa fonction avec des militants de quartiers et des conseillers municipaux. Le conseiller administratif précise qu'il a mis un terme à cette affaire de cette manière pour en finir avec ce litige. 

### Procédure disciplinaire
Début 2020, le Conseil d'État ouvre une procédure disciplinaire contre Rémy Pagani, soupçonné de « violations de ses devoirs de fonction » concernant la fondation « Genève - Cité de Refuge » et le chantier de rénovation du Grand Théâtre de Genève. Le Conseil d'État clôt la procédure en avril 2020, étant dans l’incapacité de mener les investigations nécessaires avant la fin du mandat de Rémy Pagani (fin mai), dans le contexte de l'épidémie de COVID-19. Par ailleurs, le ministère public abandonne les poursuites concernant la fondation « Genève - Cité de Refuge ».

## Publications
- Les beaux jours reviendront, Chez l'auteur : Genève, 1994.
- Entre chien et loup, Chez l'auteur : Genève, 1996.
- Confession d'un commissaire de police, Rémy Pagani : Genève, 1997.
- Étrange balade, Les autres auteurs associés : Genève, 2006.
- La Colombie vers la paix, Centre Europe-Tiers Monde ch, 2018  (ISBN 2880531306).